# Jardin Pixérécourt
Le jardin Pixérécourt est un espace vert du 20e arrondissement de Paris, en France.

## Situation et accès
Le jardin est accessible par le 46, rue Pixérécourt.
Il est desservi par la ligne 11 à la station Télégraphe.
Il est ouvert à des horaires réglementés.

## Origine du nom
Il doit son nom à la proximité de la rue Pixérécourt.

## Historique
Dans les années 1970, la rue Pixérécourt est considérablement élargie. Un jardin est créé au centre de la rue en 1984.
Il dispose de points d'eau potable et d'une aire de jeux.
Il est planté de massifs de fleurs, de rosiers, de cerisiers à fleurs et d'un robinier à fleurs roses.